# Iglesia de San Andrés (Biscarri)
La iglesia de San Andrés es una templo románica del pueblo de Biscarri, perteneciente al antiguo municipio de Benavent de la Conca y el actual de Isona y Conca Dellá.
Documentada desde el siglo XI (1068), en el testamento de Arsenda, esposa de Arnau Mir de Tost, sigue apareciendo en documentos diversos a lo largo de la historia. Había tenido categoría parroquial, pero desde hace bastantes años es regida por el rector de Isona, como el resto de parroquias de los términos de Isona y Conca Dellá y Abella de la Conca.

## Descripción
Consta de una sola nave cubierta con bóveda de cañón, con un arco toral aproximadamente a la mitad de la nave. La mitad occidental de la nave es ligeramente apuntada, mientras que la oriental es redonda. La cabecera está formada por el ábside central, semicircular, precedido por un arco presbiteral bastante amplio, a ambos lados se encuentran dos hornacinas también semicirculares. Dos ábsides más completan la cabecera, pero son claramente posteriores. Semicircular el de mediodía, rectangular el septentrional, que parece más el arranque de un ábside desaparecido o no terminado de construir que un ábside entero.
Ciertas discontinuidades en los muros de la iglesia, el inicio de un arco antiguo externo, restos de paredes y otros detalles hacen pensar en varias reformas, y en la antigua existencia en su entorno de otras construcciones.

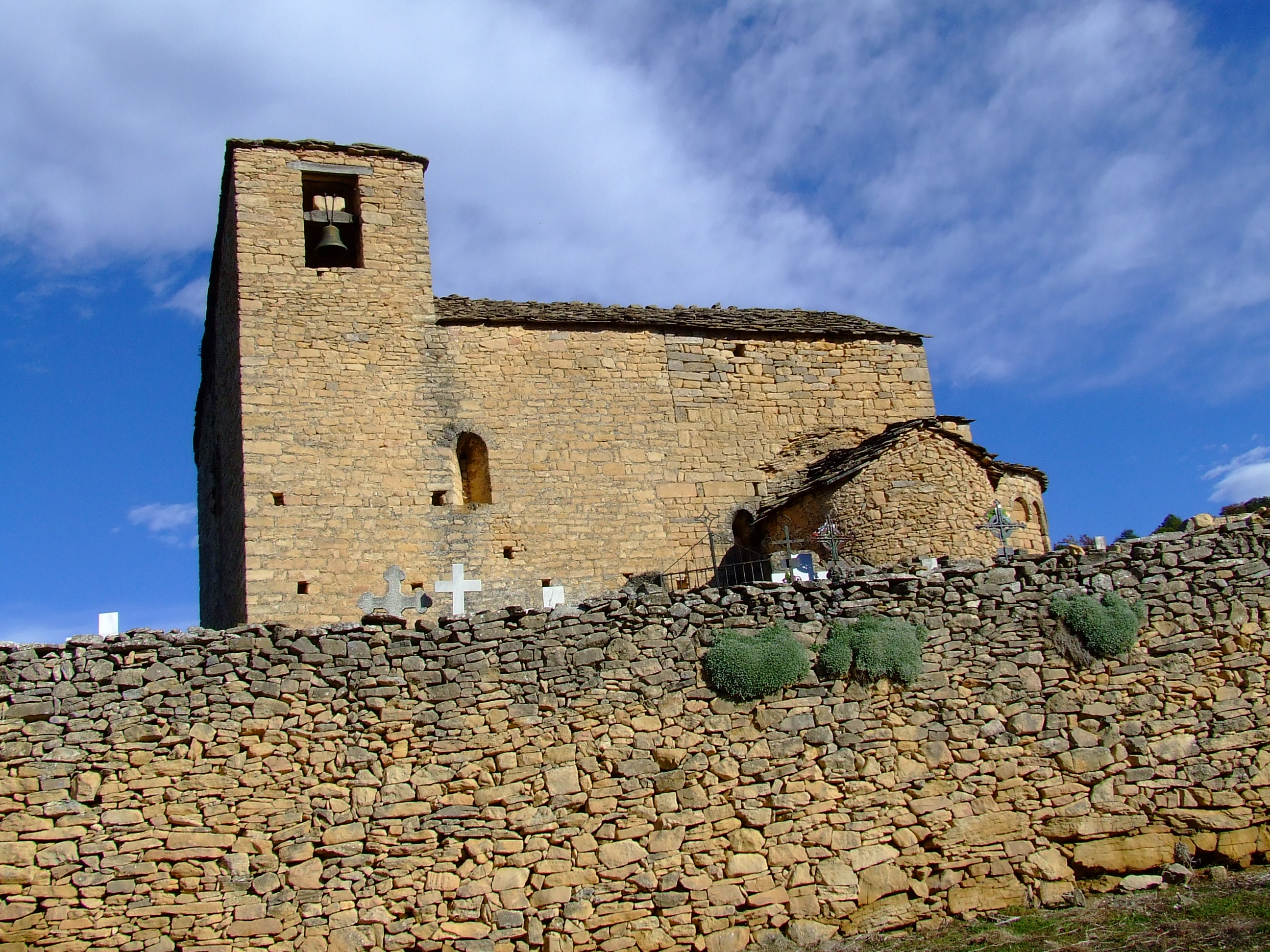
Fachada sur

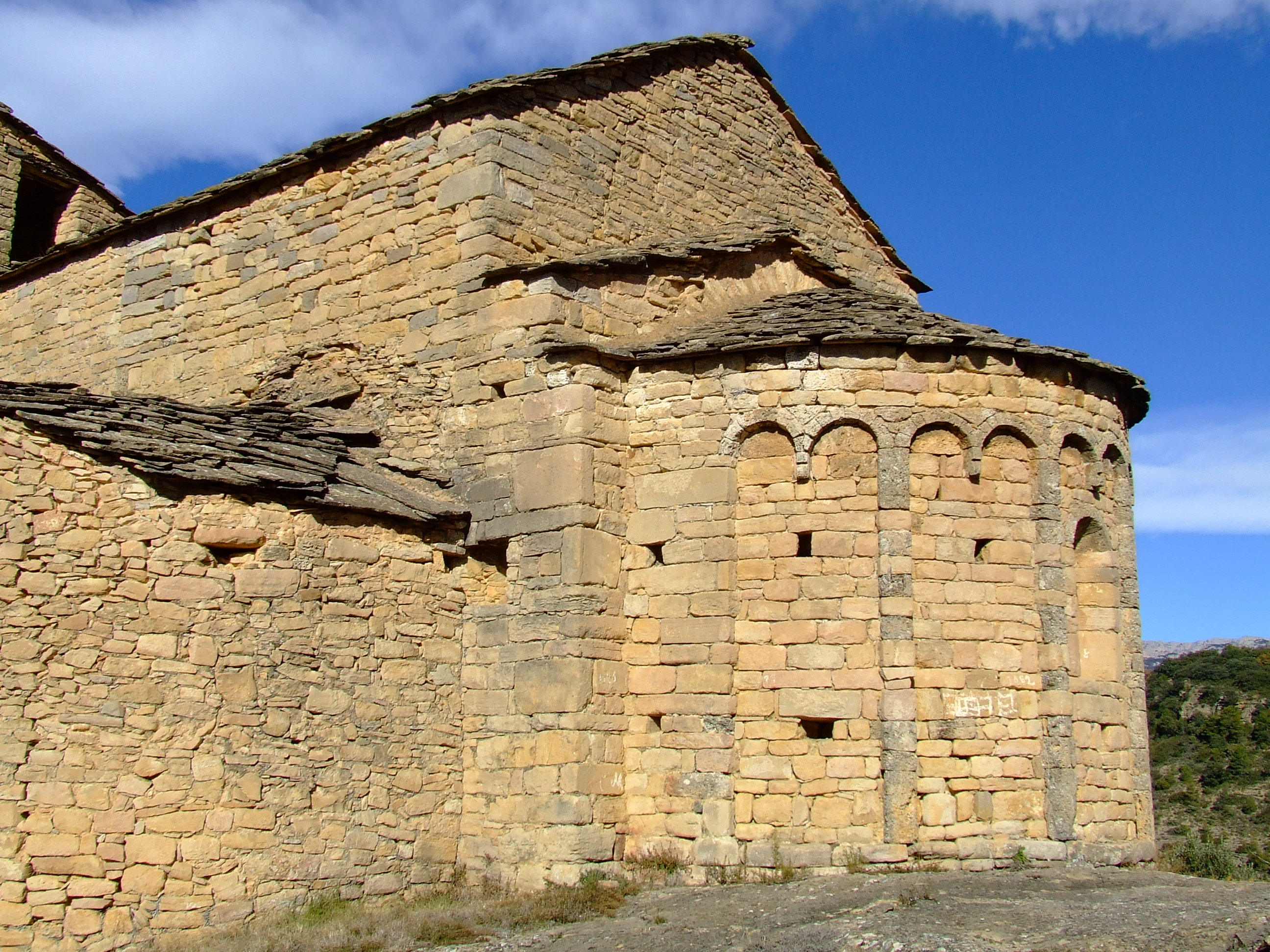
Ábside exterior

Es un edificio bastante austero, menos el ábside principal, por el exterior, que presenta una ornamentación lombarda, formada por grupos de dos arcadas ciegas separadas por lesenas. Completan los elementos ornamentales, las ventanas de doble derrame: una, completa, se abre en el centro del ábside, mientras que las otras dos, en el muro sur, están en parte tapiadas.
El aparato, sencillo pero bien recortado con la disposición de las hileras, muy regulares, y la ornamentación lombarda, así como la 
presencia de elementos arcaizantes, como los nichos del arco del presbiterio, hacen pensar en un edificio 
del siglo XI y terminado a finales del siglo XII.
La fachada occidental presenta un pequeño campanario de torre moderno, que ocupa el emplazamiento de otro antiguo campanario de espadaña, documentado en fotografías antiguas.